# Capriate San Gervasio
Capriate San Gervasio [kapɾiˈaːte sand͡ʒeɾˈvaːzjo]  (Cavriàt San Gervàs [kavɾiˈat sand͡ʒɛɾˈvas , kavɾiˌasːand͡ʒɛɾˈvas] in dialetto bergamasco, Capriàa San Gervàsi [kapɾiˈaː sand͡ʒeɾˈvaːzi] in dialetto milanese e in dialetto brianzolo) è un comune italiano di 8 308 abitanti della provincia di Bergamo in Lombardia. Il comune si trova a circa 17 chilometri a sud-ovest del capoluogo orobico.

## Geografia fisica

### Territorio
Situato nell'isola bergamasca, territorio dell'alta pianura bergamasca, è delimitato dai fiumi Brembo e Adda.
Il territorio comunale ha una configurazione longilinea ed è collocato lungo la sponda sinistra dell'Adda, proprio dove il fiume forma una caratteristica doppia ansa che dà vita ad un ambiente naturale ricco di vegetazione.
Ha una struttura particolarmente curiosa: da nord a sud è infatti formato da tre "gradini", su ognuno dei quali si adagia uno degli storici insediamenti urbani di San Gervasio d'Adda (a nord), Capriate d'Adda (al centro), e Crespi d'Adda (a sud).

## Storia

### L'antichità
Circa duemila anni fa, i Romani crearono degli insediamenti in zona, che si affiancarono ai precedenti insediamenti celtici.

### Il Medioevo

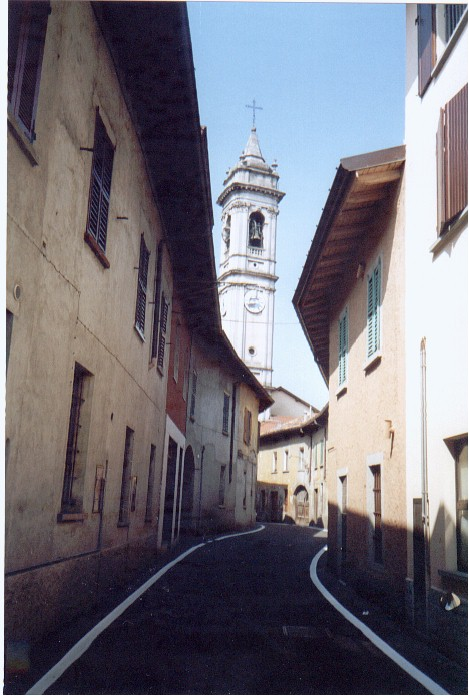
Via Salvi e il campanile della chiesa di Sant'Alessandro, nel centro storico di Capriate

Il primo documento che attesta l'esistenza del borgo risale tuttavia a qualche secolo più tardi, precisamente al 948, nel quale viene ribadito l'utilizzo e lo sfruttamento di questi terreni da parte del vescovo di Cremona, che aveva ricevuto l'investitura feudale direttamente dall'imperatore del Sacro Romano Impero.
I secoli successivi videro notevoli scontri tra le opposte fazioni di guelfi e ghibellini, che resero obbligatoria la costruzione di edifici atti alla difesa del territorio, tra i quali un castello. Inoltre, verso la fine del XII secolo, le truppe comunali di Bergamo vi costruirono un'imponente fortificazione di legno utilizzata come deposito per le armi e l'artiglieria.
Il borgo fu interessato anche dalle spedizione punitive, tra le quali ebbero tragiche conseguenze quelle perpetrate da Facino Cane e da Francesco Bussone, detto il Carmagnola, culminate con la distruzione del ponte sull'Adda.
Le numerose lotte segnarono gli abitanti, sottoposti successivamente ad ulteriori scontri tra le truppe del Ducato di Milano e quelle della Repubblica di Venezia, con i primi che, guidati dalla famiglia Sforza-Visconti, ebbero inizialmente la meglio.

### Età moderna
I veneti riacquisirono definitivamente il controllo della zona nel XV secolo, garantendo stabilità a livello politico per alcuni secoli.

### Età contemporanea
Nel 1797 vi fu l'arrivo della dominazione francese tramite la Repubblica Cisalpina, a cui subentrarono poi gli austriaci con il Regno Lombardo-Veneto.
Nel 1889 al comune di Capriate d'Adda venne aggregata la frazione di Crespi, fino ad allora appartenente a Canonica d'Adda.
Soltanto nel 1928 il comune assunse le attuali dimensioni, quando vennero accorpati i comuni di Capriate d'Adda e San Gervasio d'Adda nel nuovo comune di Capriate San Gervasio.

### Simboli
I simboli del comune sono lo stemma e il gonfalone concessi con R.D. del 26 luglio 1929.
Blasonatura stemma:
(R.D. 26 luglio 1929, come modificato dal D.P.R. 11 luglio 2006 in seguito alla concessione del nuovo gonfalone cittadino)
La forma dello scaglione (chiamato anche capriolo) ricorda una capriata, la travatura di sostegno dei tetti, ed è una chiara allusione alla prima parte del nome del Comune; i fusi che l'accompagnano simboleggiano il cotonificio sorto tra il 1878 e il 1930 per volontà di Silvio Crespi. Nella parte inferiore, il castello fa riferimento all'antico feudo di San Gervasio. Il fascio di folgori allude all'impianto idroelettrico costruito nel territorio.
Il gonfalone è un drappo di azzurro.

### Onorificenze
L'11 luglio 2006 il Comune di Capriate San Gervasio ha ottenuto, con decreto del presidente della Repubblica, il titolo di Città.

## Monumenti e luoghi d'interesse

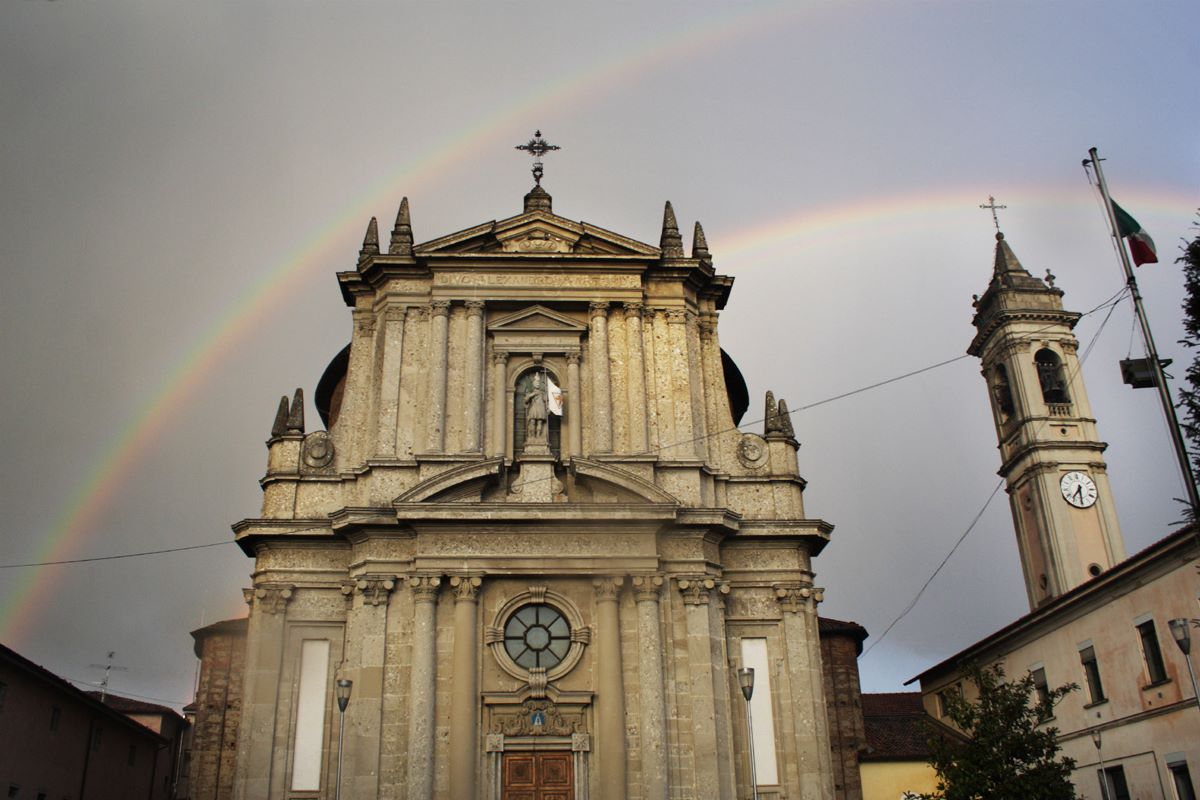
Chiesa Parrocchiale di Sant'Alessandro Martire in Capriate

### Architetture religiose
La chiesa parrocchiale, dedicata a Sant'Alessandro. Edificata all'inizio del XX secolo in luogo di un più piccolo edificio di culto, ha conservato di esso l'altare maggiore, la via crucis e numerosi affreschi.

Altre chiese sparse sul territorio comunale meritano una citazione: la chiesa di San Gervasio e Protasio, la parrocchiale di Crespi d'Adda, l'oratorio di San Rocco e quello dei santi Siro e Sinigoldo.

### Architetture civili

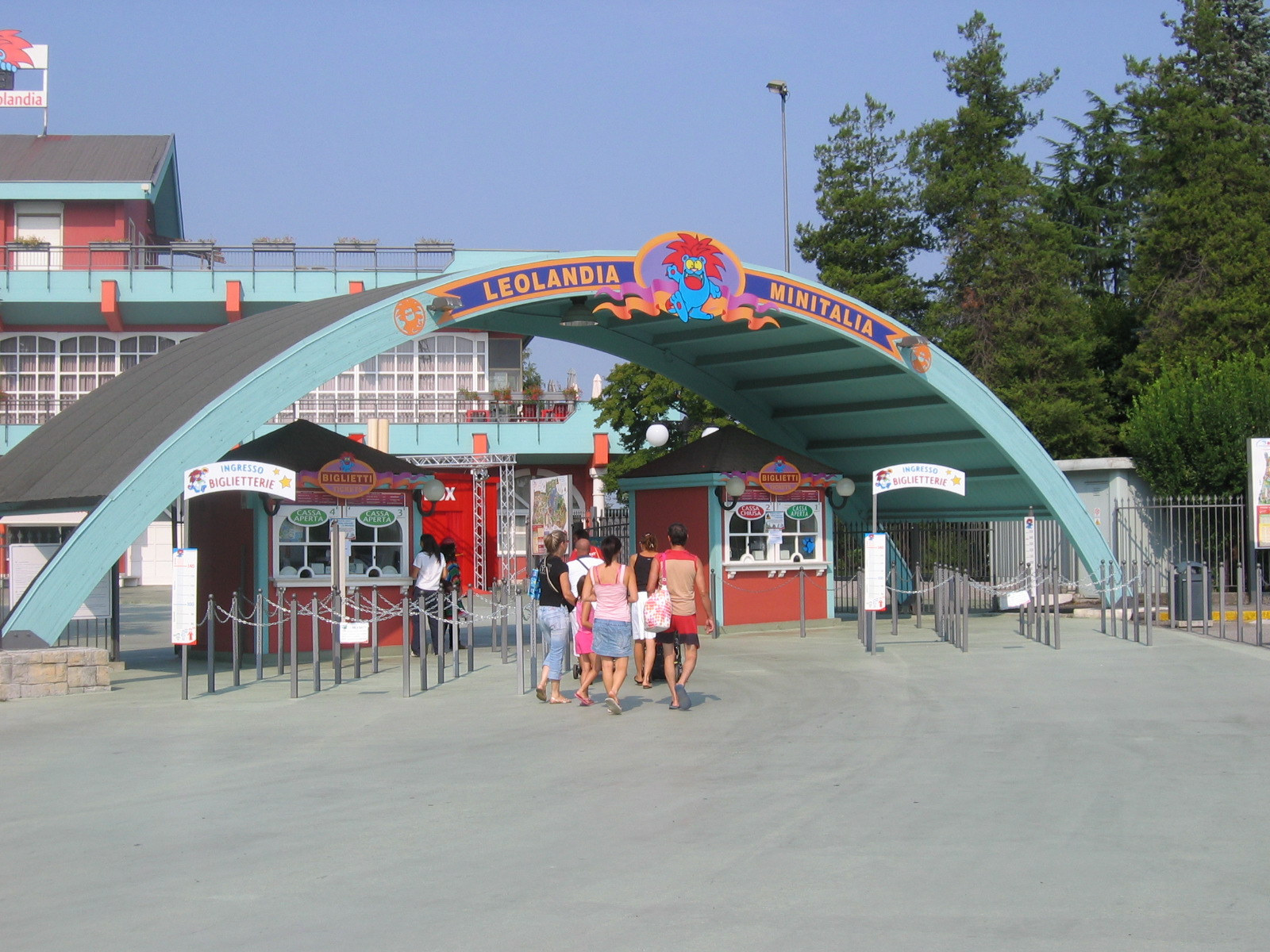
Entrata del Parco della Minitalia

Nel paese sono presenti numerosi edifici civili degni di nota, tra i quali spiccano la Villa Valsecchi, sede di un ordine religioso, il Palazzo comunale ed il ponte sull'Adda.

### Altro

#### Leolandia
A Capriate San Gervasio è situato il parco divertimenti Leolandia. Tra le principali attrazioni ci sono giostre, un rettilario e l'Italia riprodotta in miniatura.

#### Villaggio Operaio di Crespi d'Adda

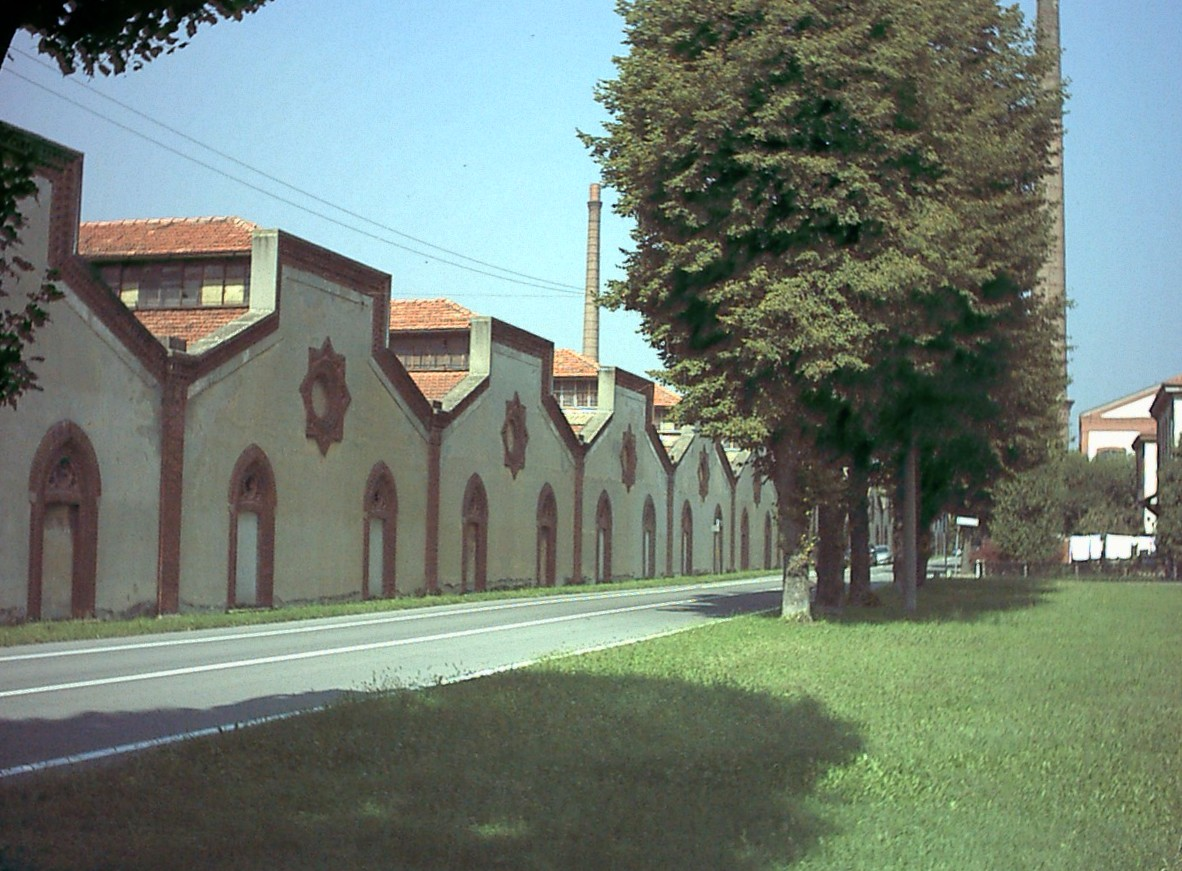
Crespi d'Adda, il villaggio operaio, Patrimonio dell'UNESCO.

Il luogo di maggior interesse turistico è il villaggio operaio di Crespi d'Adda.
Al riguardo il Comitato per il Patrimonio Mondiale dell'UNESCO ha accolto nel 1995 Crespi d'Adda nella Lista del Patrimonio Mondiale Protetto in quanto "Esempio eccezionale del fenomeno dei villaggi operai, il più completo e meglio conservato del Sud Europa". Il villaggio di Crespi è, nella lista dell'Unesco, il quinto sito al mondo legato al tema della storia dell'industria.

## Società

### Evoluzione demografica
Abitanti censiti

## Infrastrutture e trasporti
È presente uno svincolo dell'autostrada A4.
Fra il 1890 e il 1958 era inoltre presente una stazione della tranvia Monza-Trezzo-Bergamo dalla quale si diramava la breve tratta di collegamento con Crespi d'Adda.

## Amministrazione
L'attuale sindaco è Cristiano Esposito, già sindaco dal 2002 al 2012 e rieletto nel 2023